# Glottertal
Glottertal è un comune tedesco di 3 072 abitanti, situato nel land del Baden-Württemberg.